# Coelatura
A ne pas confondre avec Caelatura Conrad, 1853, un genre de gastéropodes de la famille des Barleeiidae.
Genre
Synonymes
- Caelatura Conrad, 1853
- Caelatura (Zairia) Rochebrune, 1886
- Unio (Coelatura) Conrad, 1853
- Zairia Rochebrune, 1886

Coelatura est un genre de mollusques bivalves de la famille des Unionidae.

## Liste d'espèces
Selon World Register of Marine Species (26 septembre 2019) :
- Coelatura aegyptiaca (Cailliaud, 1827)
- Coelatura alluaudi (Dautzenberg, 1908)
- Coelatura bakeri (H. Adams, 1866)
- Coelatura briarti (Dautzenberg, 1901)
- Coelatura choziensis (Preston, 1910)
- Coelatura cridlandi Mandahl-Barth, 1954
- Coelatura disciformis (Rochebrune, 1886)
- Coelatura essoensis (Chaper, 1885)
- Coelatura gabonensis (Küster, 1862)
- Coelatura hauttecoeuri (Bourguignat, 1883)
- Coelatura horei (E.A. Smith, 1880)
- Coelatura hypsiprymna (von Martens, 1897)
- Coelatura kipopoensis Mandahl-Barth, 1968
- Coelatura kunenensis (Mousson, 1888)
- Coelatura leopoldvillensis (Putzeys, 1898)
- Coelatura lobensis (Frierson, 1913)
- Coelatura luapulaensis (Preston, 1913)
- Coelatura mossambicensis (E. von Martens, 1860)
- Coelatura ratidota (Charmes, 1885)
- Coelatura rothschildi (Neuville & R. Anthony, 1906)
- Coelatura scholzi Van Damme & Pickford, 2010 †
- Coelatura stagnorum (Dautzenberg, 1890)
- Coelatura stuhlmanni (von Martens, 1897)